# Haitaset
Haitaset är en ö i Finland. Den ligger i sjön Pyhäjärvi och i kommunen Tammela i den ekonomiska regionen  Forssa ekonomiska region  och landskapet Egentliga Tavastland, i den södra delen av landet, 100 km nordväst om huvudstaden Helsingfors. Öns area är 0,5 hektar och dess största längd är 150 meter i sydväst-nordöstlig riktning.